# 179 v.Chr.
179 v.Chr. is een jaartal volgens de christelijke jaartelling.

## Gebeurtenissen

### Italië
- Tiberius Sempronius Gracchus wordt als praetor naar Spanje gestuurd, om een opstand van Iberische Kelten te onderdrukken. Hij regelt daarna als gouverneur, de Romeinse bezetting in Hispania Citerior en Sardinië.
- Marcus Aemilius Lepidus wordt censor en princeps senatus. Hij geeft opdracht om de Pons Aemilius te bouwen, een stenen brug in Rome die Trastevere met het Forum Boarium verbindt.

### Europa
- Koning Oenus (179 - 174 v.Chr.) volgt zijn vader Cap op als heerser van Brittannië.

### Griekenland
- Philippus V van Macedonië overlijdt in Amphipolis, zijn zoon Perseus (179 - 168 v.Chr.) volgt hem op als laatste koning van Macedonië.

### Klein-Azië
- Eumenes II van Pergamon verslaat het expeditieleger van Pharnaces I van Pontus. Hij sluit een vredesverdrag en moet Galatië afstaan.

## Overleden
- Philippus V van Macedonië (~238 v.Chr. - ~179 v.Chr.), koning van Macedonië (59)